# Maricel Popa
Maricel Popa (n. 10 iunie 1961, Câmpina, Prahova, România, Câmpina) este un senator român, ales în 2020 din partea PSD. 